# Rhynchomys isarogensis
Il ratto toporagno del Monte Isarog (Rhynchomys isarogensis  Musser & Freeman, 1981) è un roditore della famiglia dei Muridi endemico dell'isola di Luzon, nelle Filippine.

## Descrizione

### Dimensioni
Roditore di medie dimensioni, con la lunghezza della testa e del corpo tra 170 e 195 mm, la lunghezza della coda tra 105 e 143 mm, la lunghezza del piede tra 37 e 42 mm, la lunghezza delle orecchie tra 18 e 23 mm e un peso fino a 156 g.

### Aspetto
La pelliccia è corta, densa e soffice. Il colore delle parti superiori è marrone, mentre le parti ventrali sono grigio-biancastre. Le orecchie sono chiare. Il dorso delle zampe è bianco. La coda è più corta della testa e del corpo, cosparsa di pochi peli, marrone sopra, priva di pigmento sotto. Ci sono 20 anelli di scaglie per centimetro, ognuna corredata di 3 peli. Il cariotipo è 2n=44 FN=52-53.

## Biologia

### Comportamento
È una specie terricola, principalmente attiva di notte. Costruisce sentieri sul terreno che percorre continuamente alla ricerca di cibo.

### Alimentazione
Si nutre principalmente di vermi ed altri invertebrati con il corpo morbido.

### Riproduzione
Sono state osservate femmine con un singolo embrione.

## Distribuzione e habitat
Questa specie è conosciuta soltanto sul Monte Isarog, nella parte meridionale dell'isola di Luzon, nelle Filippine.
Vive nelle foreste muschiose e foreste primarie montane tra 1.125 e 1.750 metri di altitudine.

## Conservazione
La IUCN Red List, considerato l'areale limitato, classifica R.isarogensis come specie vulnerabile (VU).